# アニメ+
- ビックカメラ > 日本BS放送 > アニメ+
- アニメ > テレビアニメ > アニメ+

『アニメ+』（アニメプラス）は、BS11で放送されているアニメ（一部実写番組も含む）の放送枠である。
ここでは、2020年（令和2年）4月から2023年（令和5年）3月まで放送されていた『キッズアニメ∞』（きっずあにめむげんだい）、及び以上の各番組枠外で放送されているアニメ関連の番組についても併せて記述する。
なお、アルファベットの『ANIME+』扱いで放送される番組については、同記事を参照のこと。

## 概要
カタカナの『アニメ+』は、アルファベットの『ANIME+』と共にBS11の2007年（平成19年）12月1日の開局当初から設けられている放送枠である（レギュラー編成は2008年1月から開始）。
同局の初代社長・山科誠がバンダイ創業者・山科直治の息子であり、かつて同社の社長にも就いていた縁で、バンダイナムコグループが製作に関与している作品が多く放送されている。

## 放送形態

### キッズアニメ∞
金曜日の18時台に編成。親・子・孫の3世代で楽しめる家族向けアニメを放送。CM以外では放送枠のロゴは使用されない。
基本的に日本国外の作品（カートゥーン）が放送されるが、日本国内の作品もごくまれに扱うことがあった。
2023年3月31日の放送をもって事実上廃止となった。

### アニメ+（カタカナ）

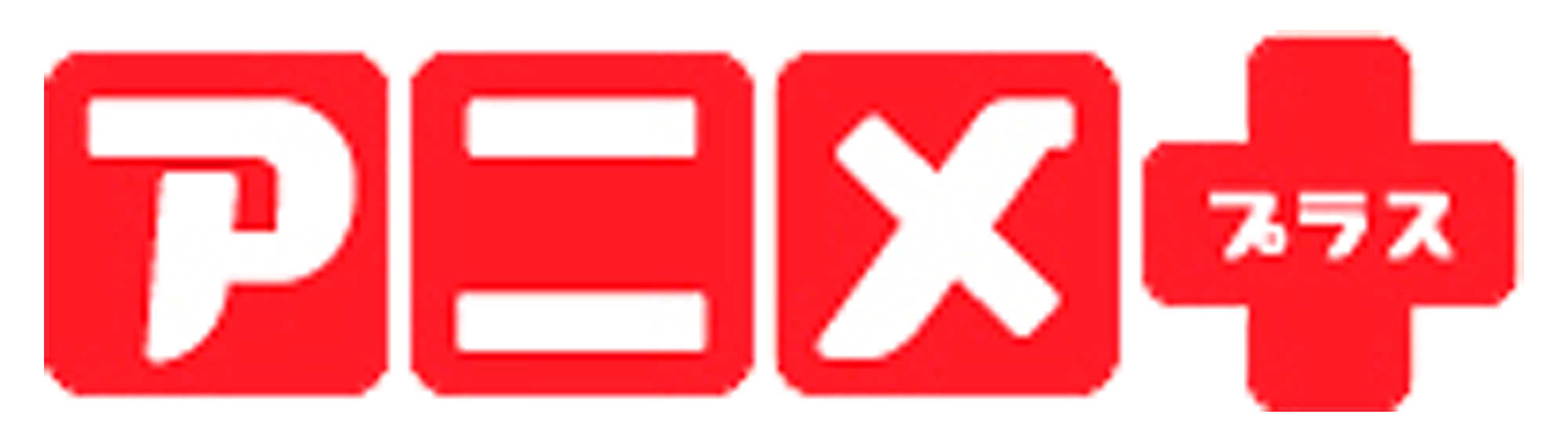
ロゴ

金曜日と土曜日の19時台に編成。概要で述べた経緯により、『ガンダムシリーズ』を初めとする、バンダイナムコフィルムワークス（サンライズ）制作のアニメ番組を中心に放送する。『キッズアニメ∞』と同様、CM以外では放送枠のロゴは使用されない。
開局時から2010年代前半にかけては『プリキュアシリーズ』や『たまごっち!シリーズ』等、乳児・幼児から小学生までの子供を対象する子供向け番組も多く放送していた。
2018年4月期以降の放送番組は、一部の例外を除いて基本的に『ガンダムシリーズ』の各作品のみとなっている。また、2022年10月期以降の当枠で放送される『ガンダムシリーズ』については『BS11ガンダムアワー』を冠して放送される。
なお、2018年までは京都市からの桜もしくは紅葉の生中継（BS11・KBS京都共同制作）や長良川全国花火大会の生中継（岐阜放送制作）と放送日が重なる場合は、同番組終了後の21時台に時間帯を繰り下げていたが、2019年7月期以降は21時台のレギュラー番組を優先するため休止となる。
以下の通り、いわゆる「深夜アニメ」を『アニメ+』枠扱いで放送した事例が少数ある。
- 『ジョジョの奇妙な冒険』（2013年10月 - 2014年3月）：『ANIME+』枠での放送終了後に、本枠で再放送。
- 『アイドルマスター シンデレラガールズ』（2015年7月 - 12月）：『ANIME+』枠での放送終了後（再放送も実施）、第1クールの放送終了から3ヶ月後に再放送（2クール目については、放送終了1週間前から再放送）。
- 『ゴッドイーター』（2016年1月 - 3月）：『ANIME+』枠で9話まで放送後、本枠にて再放送および新作の10話以降を放送。
- 『ACCA13区監察課』（2017年5月 - 7月）：『ANIME+』枠での放送終了から1ヶ月後に本枠で再放送。
- 『アリスと蔵六』（2017年7月 - 9月）：『ANIME+』枠での放送終了後に、本枠で再放送。

## 現在放送中のアニメ

### アニメ+
| 番組名                              | 放送期間                     | 放送時間      | 備考                                  |
| ----------------------------------- | ---------------------------- | ------------- | ------------------------------------- |
| 金曜日                              |                              |               |                                       |
| 機動戦士Zガンダム セレクション      | 2025年7月25日 -              | 19:00 - 19:30 |                                       |
| 新機動戦記ガンダムW                 | 2025年1月17日 - 12月19日予定 | 19:30 - 20:00 |                                       |
| 土曜日                              |                              |               |                                       |
| 機動戦士Gundam GQuuuuuuX            | 2025年4月12日 -              | 19:00 - 19:30 | 初回放送は6月28日まで。以降は再放送。 |
| 機動戦士ガンダム 鉄血のオルフェンズ | 2025年4月12日 -              | 19:30 - 20:00 | 再放送。                              |

### その他
以下の作品は、『アニメ+』には属さないもの。
| 番組名            | 放送期間       | 放送時間      | 備考 |
| ----------------- | -------------- | ------------- | --- |
| 土曜日            |                |               | |
| しまじろうのわお! | 2012年5月5日 - | 18:30 - 19:00 | 2013年3月30日までは土曜 10:00 - 10:30に放送。 2013年4月5日から2014年3月28日は金曜 18:00 - 18:30に放送。 2014年4月7日から2018年3月26日は月曜 19:00 - 19:30に放送。 2018年4月1日から2023年4月2日は日曜 17:30 - 18:00に放送。 |

## その他（過去）
以下は、基本的に『アニメ+』および『キッズアニメ∞』には属さないもの、またはイレギュラー枠による特別番組。

## 関連枠
- 日曜アニメ劇場

BS12 トゥエルビの単発特別番組枠。主にアニメ映画を放送する。2018年4月以降は競合は発生していない。